# 相变材料

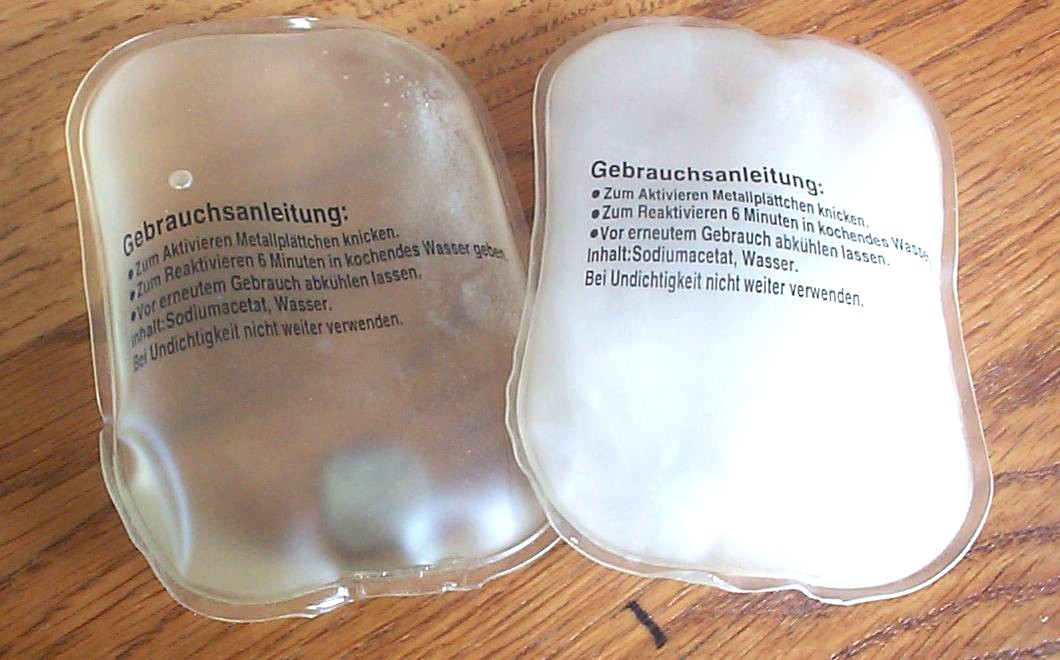
图为乙酸钠加热垫，当乙酸钠溶液晶化时，放出大量热。

相变材料（英語：phase change material，缩写为：PCM）是指在相变时放出或吸收大量热，以达到加热或降温作用的物质。通常情况下，该物质将在液态和固态间进行转变，但也可以在非传统状态间进行转变，例如从一种结晶态转变为能量更高或更低的另一种结晶态。
相变材料物质状态改变时所需的熔化热通常远大于其显热，相变温度（PCT）附近融化和凝固时，相变材料可以储存和释放巨大的能量。例如，冰融化成水的熔化热为333.55 J/g，即一克冰需要吸收333.55 J热量才能融化成水。然而一克水吸收4.18 J热量温度升高1度。因此水/冰是一种非常有用的相变材料，自阿契美尼德王朝开始人们就用它在冬天释放热量，在夏天给房子降温。
相变材料可按组成物质种类进行分类。有机相变材料通常从石油、植物或动物上提取，水合盐相变材料通常由海水或矿物中提取。还有一类是固体转变为固体的相变材料。他们在生活中有着广泛的应用，加热垫、电话配电箱冷却和服饰制造等都可以看到相变材料的身影。

## 特性和分类
液体→固体、固体→液体、固体→气体和液体→气体的变化过程均可储存潜热，但只有液体→固体和固体→液体变化过程较为现实。尽管液体→气体过程中转换的热量更多，但是气态体积较大，存储需要高压，不易于使用。固态→固态的转变速度十分缓慢，转换的热量相对较少。
固态-液态相变材料在达到相变温度前，其特性与显热储存材料相似，吸收热量的同时温度逐渐上升。但是当到达相变温度（熔点）时，开始大量吸收热量，但是温度保持不变，材料完全融化后，温度继续上升。当液态材料所处环境温度下降时便开始凝固，释放其所储存的潜热。各种相变材料可供选择，−5到190 °C之间任意相变温度均有对应。而在20-30 °C人体舒适温度范围内，有些材料潜热吸收十分高效，可以达到200 kJ/kg，与之对应的石料的热容一般为1 kJ/kg.°C，因此保持相同温度时每千克材料吸收的热量是石料的200倍。水的比热容为4.21 kJ/kg.°C，该材料存储密度为水的12.5倍至50倍之间。

### 有机相变材料
碳氢化合物，主要是石蜡(CnH2n+2)和脂质类物质，也有一种是糖醇。
- 优点
  - 凝固时没有过冷效应
  - 能够一致地融化
  - 自成核性质
  - 与常规结构材料相容性好
  - 没有隔离
  - 化学性质稳定
  - 安全、无反应
- 缺点
  - 固态导热系数低，冷冻过程中需要保持高传热率。已发现的发现纳米复合材料可有效将热导率提高216％[6][7]
  - 体积潜热储存容量可能较低
  - 易燃，置于专门的容器中可以有效隔离。

### 非有机相变材料
水合盐 (MxNyH2O) 
- 优点
  - 体积潜热储存容量高
  - 易于获取，成本低
  - 高熔点
  - 热传导率高
  - 熔化热高
  - 不可燃
- 缺点
  - 融化不一致，容易出现相位分离[9]
  - 对大多数材料有腐蚀性[10][11][12]可以封装在不与之反应的塑料内克服
  - 某些混合物体积变化很大
  - 固态到液态转变过程中出现的过冷现象是个麻烦，需要使用成核剂，反复使用后可能不再起作用

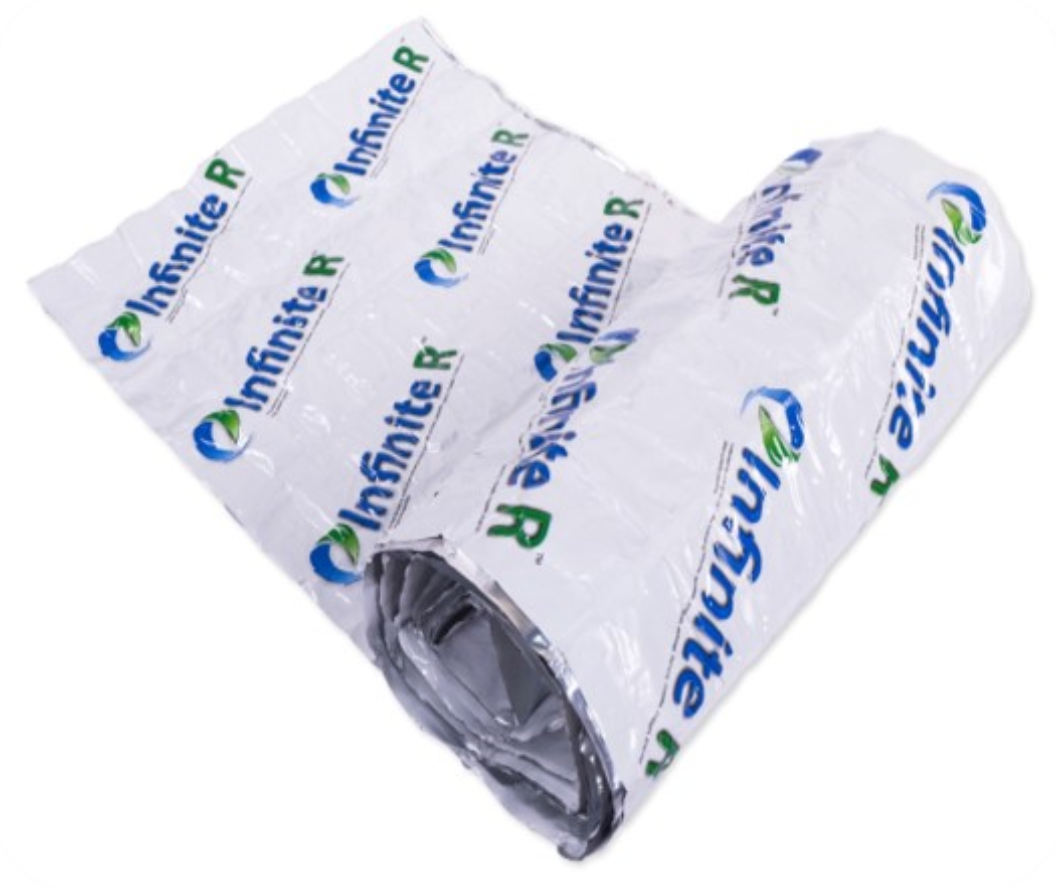
共晶水合盐相变材料与成核剂和胶凝剂。应用于被动温度稳定，为建筑暖通系统节能。

## 应用

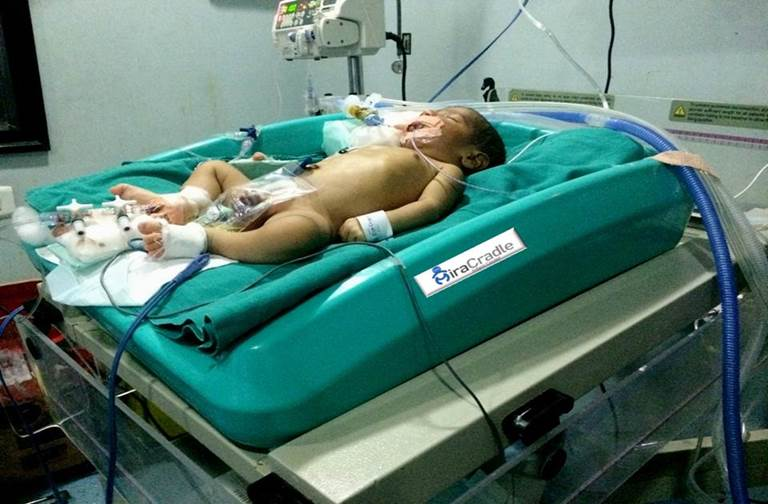
治疗新生儿窒息时在手术台上铺设相变材料

防凝保护系统凝固态转变液体材料(S-PSL), a class of phase change materials.

应用领域包括并不局限于：
- 储热（英语：Thermal energy storage）
- 太阳能锅
- 冷能电池（英语：Cold Energy Battery）
- 建筑温控
- 发动机和电机降温
- 制冷：食物、饮料、咖啡、葡萄酒、奶制品、温室
- 延缓表面凝霜[16]
- 医疗器械：血液运输、操作台、热治疗、新生儿窒息治疗[14]
- 笨重的衣服或服装下的人体冷却.
- 废热回收
- 错峰（英语：Off-peak）电力利用：加热、冷却水
- 熱泵系统
- 被动存储綠色建築(HDPE（英语：High-density polyethylene）、石蜡)
- 缓和化学反应放热过程中的温度峰值
- 太陽能發電站
- 航天器温控系统
- 车辆熱舒適性
- 电子仪器溫度保險絲
- 服装用纺织品
- 电脑硬件冷却
- 带有热能储存功能的的涡轮机入风口冷却
- 热带地区的电信设备保护